# Ctenomys lessai
 (juin 2015).
Si vous disposez d'ouvrages ou d'articles de référence ou si vous connaissez des sites web de qualité traitant du thème abordé ici, merci de compléter l'article en donnant les références utiles à sa vérifiabilité et en les liant à la section « Notes et références ».
Genre
Ctenomys lessai est une espèce de rongeurs de la famille des Ctenomyidae. Comme les autres membres du genre Ctenomys, appelés localement tuco-tucos, c'est un petit mammifère d'Amérique du Sud bâti pour creuser des terriers. 
L'espèce, découverte en Bolivie, a été décrite par l'équipe de Scott Gardner en 2014.